# František Šantavý
František Šantavý (* 23. April 1915 in Hroznová Lhota; † 27. März 1983) war ein tschechischer Chemiker und Pharmazeut.

## Leben
Šantavý studierte ab 1934 bis 1939 an der Medizinischen Fakultät der Universität Brünn, 1937/38 in Paris und 1947 an der Pharmazeutischen Fakultät der Universität Basel. Nach der Besetzung der Tschechoslowakei durch die Deutschen 1938 musste er sein Studium abbrechen. 1939 bis 1941 arbeitete er in einem Krankenhauslabor in Uherské Hradiště. Bis 1945 war er am Forschungsinstitut für Chemie in Zlín und 1945/46 im Labor des Instituts für Onkologie in Prag-Bulovka. 1945 wurde er Direktor des Instituts für Biologie und 1951 des Instituts für Medizinische Chemie an der Medizinischen Fakultät der Palacký-Universität Olmütz, die er mit aufbaute. 1955 wurde er dort zum Professor berufen. 1974 wurde er als Mitglied in die Leopoldina gewählt.
Ende der 1930er Jahre befasste er sich mit Biochemie des Glutathion und in den 1940er Jahren mit Anwendungen der Polarografie in Medizin und Pharmazie, unter anderem bei Colchicin. Ab den 1950er Jahren befasste er sich mit Alkaloiden der Mohngewächse und Korbblütler. Dazu gehörte auch der Einsatz von Demecolcin als Chemotherapeutikum gegen Leukämie. Er veröffentlichte über 400 Arbeiten.